# Supercoupe du Japon de football 2016
Navigation
Édition précédente Édition suivante
L'édition 2016 de la Supercoupe du Japon est la 23e de la Supercoupe du Japon et se déroule le 20 février 2016 au Stade Nissan à Yokohama au Japon.
Les règles du match sont les suivantes : la durée de la rencontre est de 90 minutes, puis, en cas de match nul, les deux équipes se départageront directement lors d'une séance de tirs au but.
Le match oppose le Sanfrecce Hiroshima, vainqueur de la J League 2015, face au Gamba Osaka, vainqueur de la Coupe du Japon 2015.

## Feuille de match

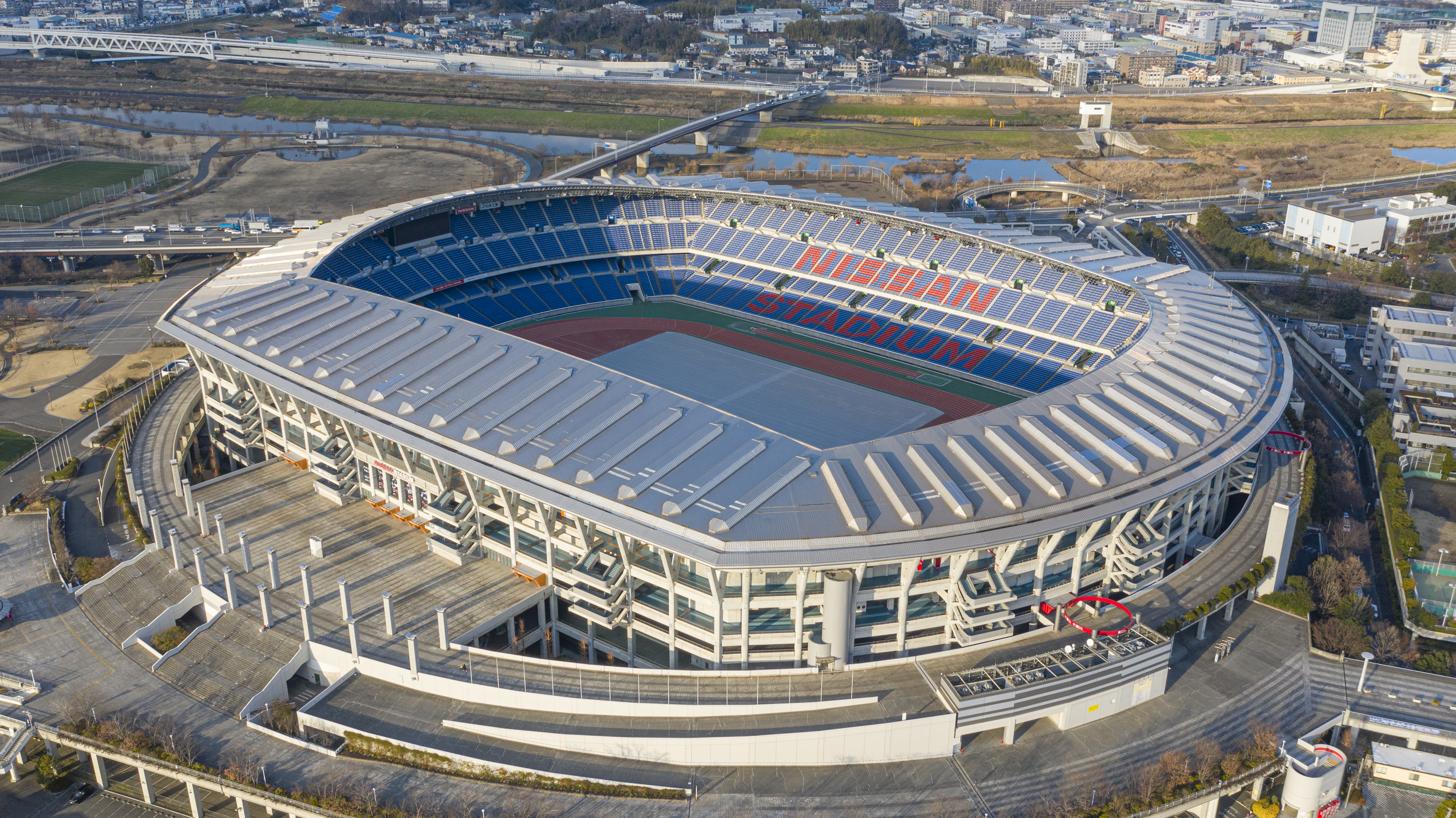
Nissan international de yo kohama

| Sanfrecce ·     |                   |     |
| Titulaires :    |                   |     |
|                 |                   |     |
| 01              | Takuto Hayashi    |     |
| 33              | Tsukasa Shiotani  |     |
| 05              | Kazuhiko Chiba    |     |
| 19              | Sho Sasaki        |     |
| 14              | Mihael Mikić      |     |
| 06              | Toshihiro Aoyama  | 83e |
| 08              | Kazuyuki Morisaki |     |
| 18              | Yoshifumi Kashiwa |     |
| 25              | Yusuke Chajima    |     |
| 30              | Kosei Shibasaki   | 69e |
| 11              | Hisato Sato       | 53e |
|                 |                   |     |
| Remplaçants :   |                   |     |
| 21              | Ryotaro Hironaga  |     |
| 04              | Hiroki Mizumoto   |     |
| 37              | Kazuya Miyahara   |     |
| 28              | Takuya Marutani   | 83e |
| 16              | Kohei Shimizu     |     |
| 10              | Takuma Asano      | 53e |
| 09              | Peter Utaka       | 69e |
|                 |                   |     |
| Entraîneur :    |                   |     |
| Hajime Moriyasu |                   |     |

| Gamba ·        |                      |     |
| Titulaires :   |                      |     |
|                |                      |     |
| 01             | Masaaki Higashiguchi |     |
| 22             | Oh Jae-suk           |     |
| 15             | Yasuyuki Konno       |     |
| 05             | Daiki Niwa           |     |
| 04             | Hiroki Fujiharu      |     |
| 07             | Yasuhito Endo        |     |
| 21             | Yosuke Ideguchi      |     |
| 13             | Hiroyuki Abe         | 76e |
| 09             | Ademilson            | 60e |
| 39             | Takashi Usami        |     |
| 29             | Patric               | 60e |
|                |                      |     |
| Remplaçants :  |                      |     |
| 18             | Yosuke Fujigaya      |     |
| 06             | Kim Jung-ya          |     |
| 35             | Ryo Hatsuse          |     |
| 27             | Tatsuya Uchida       |     |
| 11             | Shu Kurata           | 60e |
| 25             | Jungo Fujimoto       | 76e |
| 20             | Shun Nagasawa        | 60e |
|                |                      |     |
| Entraîneur :   |                      |     |
| Kenta Hasegawa |                      |     |

| Sanfrecce ·     |                   |     |
| Titulaires :    |                   |     |
|                 |                   |     |
| 01              | Takuto Hayashi    |     |
| 33              | Tsukasa Shiotani  |     |
| 05              | Kazuhiko Chiba    |     |
| 19              | Sho Sasaki        |     |
| 14              | Mihael Mikić      |     |
| 06              | Toshihiro Aoyama  | 83e |
| 08              | Kazuyuki Morisaki |     |
| 18              | Yoshifumi Kashiwa |     |
| 25              | Yusuke Chajima    |     |
| 30              | Kosei Shibasaki   | 69e |
| 11              | Hisato Sato       | 53e |
|                 |                   |     |
| Remplaçants :   |                   |     |
| 21              | Ryotaro Hironaga  |     |
| 04              | Hiroki Mizumoto   |     |
| 37              | Kazuya Miyahara   |     |
| 28              | Takuya Marutani   | 83e |
| 16              | Kohei Shimizu     |     |
| 10              | Takuma Asano      | 53e |
| 09              | Peter Utaka       | 69e |
|                 |                   |     |
| Entraîneur :    |                   |     |
| Hajime Moriyasu |                   |     |

| Gamba ·        |                      |     |
| Titulaires :   |                      |     |
|                |                      |     |
| 01             | Masaaki Higashiguchi |     |
| 22             | Oh Jae-suk           |     |
| 15             | Yasuyuki Konno       |     |
| 05             | Daiki Niwa           |     |
| 04             | Hiroki Fujiharu      |     |
| 07             | Yasuhito Endo        |     |
| 21             | Yosuke Ideguchi      |     |
| 13             | Hiroyuki Abe         | 76e |
| 09             | Ademilson            | 60e |
| 39             | Takashi Usami        |     |
| 29             | Patric               | 60e |
|                |                      |     |
| Remplaçants :  |                      |     |
| 18             | Yosuke Fujigaya      |     |
| 06             | Kim Jung-ya          |     |
| 35             | Ryo Hatsuse          |     |
| 27             | Tatsuya Uchida       |     |
| 11             | Shu Kurata           | 60e |
| 25             | Jungo Fujimoto       | 76e |
| 20             | Shun Nagasawa        | 60e |
|                |                      |     |
| Entraîneur :   |                      |     |
| Kenta Hasegawa |                      |     |